# Цигезар, Сильвия фон
Сильвия фон Цигезар (нем. Sylvie von Ziegesar; 21 июня 1785, Дракендорф — 13 февраля 1858, Гроснойхаузен) — подруга художницы Луизы Зейдлер и адресат стихотворения Гёте «Сильвии фон Цигезар».
Сильвия фон Цигезар была дочерью тайного советника из Йены Августа Фридриха Карла Цигезара, который занимал в герцогстве Саксен-Гота многочисленные должности, в том числе, и канцлера. Отец Сильвии был хорошо знаком с Гёте.
В Йене Сильвия фон Цигезар дружила с Луизой Зейдлер и Паулиной Готтер, которая впоследствии стала супругой профессора Фридриха Вильгельма Шеллинга. Сильвия по праву была вхожа в интеллектуальные круги Йены, где в это время вращались Фридрих Шиллер, Иоганн Готлиб Фихте, Фридрих Вильгельм Шеллинг, Георг Вильгельм Фридрих Гегель, братья Александр и Вильгельм Гумбольдты, братья Фридрих и Август Вильгельм Шлегели, Фридрих Тик, Клеменс Брентано, Фридрих Иммануэль Нитхаммер, Цахариас Вернер и многие другие. С Иоганном Вольфгангом Гёте Сильвия познакомилась в доме своего отца в 1802 году.
Гёте обратил внимание на Сильвию фон Цигезар и её подругу Паулину Готтер ранним летом 1808 года во время пребывания на курорте в Карловых Варах. О сердечных отношениях, сложившихся между поэтом и Сильвией, свидетельствуют стихотворения и многочисленные письмах. Отношения продолжались и после свадьбы Сильвии с профессором и гарнизонным пастором Фридрихом Августом Кёте. Гёте посетил молодых в Йене и стал крестным их первого ребёнка. Черты Сильвии фон Цигезар прослеживаются в образе Оттилии из повести «Избирательное сродство».
Писательница Сесили фон Цигезар является потомком Сильвии фон Цигезар.